# パンプキンのABUNAIパーティー
- パンプキンの危ないパーティー
- パンプキンのあぶないパーティー

パンプキンのABUNAIパーティー（パンプキンのアブナイパーティー）は、1988年7月から1992年9月まで放送されていたラジオ番組。パーソナリティはパンプキン（城山美佳子、林千春 → 小川真澄）。
1990年4月からはパンプキンのまたまたABUNAIパーティー（パンプキンのアブナイパーティー）に改題。本項ではこの両者について説明。

## 概要
この番組はキー局を持たない番組制作会社製作の番版番組。1988年7月、当時のアイドルを中心とする歌手、タレントが日替わりで出演していたラジオ番組枠『シンセン☆キラキラナイト』の水曜日で放送開始。この当初は当時のシンセン☆キラキラナイトのネット局であった秋田放送、福井放送、山口放送の3局ネットだった。スタート3か月後の1988年10月からネットを開始したSTVラジオは、その後本番組終了の1992年9月まで4年間通して本番組を放送することになる。3rdシングル『そよ風の騎士』発売前にメンバーが林千春から小川真澄に交替するも、番組は放送を継続。
1989年10月改編を以って本番組は『シンセン☆キラキラナイト』枠から離脱、同時に当時の『シンセン―』のネット局であった秋田放送、福井放送、山口放送、高知放送は全てネットを打ち切り、新規のネット加入局も無く、1989年10月から6か月間はSTVラジオのみでの放送となった。1990年4月、番組タイトルを『パンプキンのまたまたABUNAIパーティー』に改題。この時は「新番組のつもりでスタートした」ということでの改題だったが、内容は特に変更無く、かつて放送していたコーナーも度々復活させていた。そして、本番組内には多くのコーナーがあったが、帯番組として放送されていた局向けには、どのコーナーをどの曜日に放送させるかは全く決めていなかったという。そのコーナーの数々も、リスナーの意見を取り入れて始まったものが多かった。
放送内容について「ちょっと危ない」、「アイドルにしてはかなり危ない」、「下ネタも多くて、アイドル番組と思えない」などといった評判があった。ディレクターは二人の喋りについて「クロストーク（二人同時に喋る）が無くて、原稿無しでフリートークが出来る」と話している。
はがきが採用されたリスナーに、生写真やメモセットなどのパンプキンオリジナルグッズが贈られていた。パンプキン写真集やパンプキンバッジ（赤、黄、緑の三種類）が贈られていたこともあった。

## コーナー
芸能界スカートめくり
- 本番組スタート当初のコーナー。楽屋での裏話や、街で見かけた芸能人の話を披露[5]。『またまたABUNAIパーティー』改題後に復活した[3][8]。

大人はみんなパンプキン
- 本番組スタート当初のコーナー。大人のおかしな実態を分析[5]。

恋愛相談室 → ハートのキーホルダー
- 本番組スタート当初からのコーナー[5]。リスナーからの恋愛相談を受け付けていた[9]。リスナーが真剣に悩んでいるからこっちも真剣に応えようということだったが「（当時）恋愛経験は二人ともほとんど無い」とは当時の城山の談である[1]。

これで弟子にしてけれ～
- リスナーが各々「パンプキンにどれだけ尽くしているか」を報告。このコーナーでは「貢物」と称した各地の名産品を受け付けており、パンプキンの二人が気に入ったリスナーに「弟子認定証」が贈られていた[10]。『またまたABUNAIパーティー』改題後に「これで弟子にしてけれ～・再び」として復活した[3][8]。

そして、きっと、いまは、どこに・・・
- 昔は流行したが、今はどこに、といった事物を紹介。リスナーからの情報も募集していた[7]。このコーナーも『またまたABUNAIパーティー』改題後に復活[11]。

あなたはもう私のと・り・こ…
- 思春期の悩みや、エッチな話題で盛り上がっていたコーナー[12]。

考えただけで痛いシリーズ → ザ・ガマンのコーナー
- 「銀紙を噛む」「黒板を爪で引っかく」「口内炎にレモン汁」など、考えただけで痛いと感じるネタを募集[13]。その後、考えただけではわからないような本当に痛い体験談なども紹介していた[11]。

おまじないのコーナー
- 番組中で二人が恋や幸運のおまじないを教えていたが、リスナーから寄せられたおまじないも紹介していた[4]。

ペンネーム由来のコーナー
- リスナーのペンネームの由来を教えてもらっていたコーナー[4]。

この女はまったくも～
- 「女」を別の言葉に変える形で、リスナーからの不満話を受け付けていた[11]。

ミス・ミスター感じるんですコンテスト
- 6thシングル『感じるんです』に因んだコンテスト。1990年8月に行われた[14]。
他

## ネット局
（「→」は、放送曜日・時間帯変更なし、網掛け枠は放送なし）
（■（黄色枠）は『シンセン☆キラキラナイト』枠内での放送）
| 局名       | 1988年7月 - 1988年9月  | 1988年10月 - 1989年3月 | 1989年4月 - 1989年9月  | 1989年10月 - 1990年3月 | 1990年4月 - 1990年9月                   |
| ---------- | ---------------------- | ---------------------- | ---------------------- | ---------------------- | --------------------------------------- |
| STVラジオ  |                        | 月 - 金 23:40 - 23:45  | →                      | →                      | →                                       |
| 青森放送   |                        |                        |                        |                        | 月 - 金 22:30 - 22:35 （1990年6月から） |
| 岩手放送   |                        |                        |                        |                        |                                         |
| 秋田放送   | 火曜 24:00 - 25:00     | 水曜 24:00 - 25:00     | →                      |                        | 月 - 金 23:55 - 24:00 （1990年6月から） |
| 山形放送   |                        | 水曜 20:00 - 21:00     |                        |                        |                                         |
| 茨城放送   |                        |                        |                        |                        |                                         |
| 北陸放送   |                        |                        |                        |                        |                                         |
| 福井放送   | 水曜 22:30 - 23:00     | →                      | →                      |                        |                                         |
| 山陽放送   |                        | 土曜 21:15 - 21:30     |                        |                        |                                         |
| 山口放送   | 水曜 23:00 - 23:20     | →                      | →                      |                        |                                         |
| 西日本放送 |                        |                        |                        |                        | 月 - 金 24:25 - 24:30                   |
| 高知放送   |                        | 水曜 24:30 - 25:00     | →                      |                        | 月 - 金 22:40 - 22:45                   |
|            |                        |                        |                        |                        |                                         |
| 局名       | 1990年10月 - 1991年3月 | 1991年4月 - 1991年9月  | 1991年10月 - 1992年3月 | 1992年4月 - 1992年9月  |                                         |
| STVラジオ  | 月 - 金 23:40 - 23:45  | →                      | 月 - 金 23:35 - 23:45  | →                      |                                         |
| 青森放送   | 月 - 木 21:00 - 21:05  |                        |                        |                        |                                         |
| 岩手放送   | 土曜 18:25 - 18:30     |                        |                        |                        |                                         |
| 秋田放送   |                        |                        |                        |                        |                                         |
| 山形放送   |                        |                        |                        |                        |                                         |
| 茨城放送   | 月 - 木 22:30 - 22:40  | →                      | 月 - 木 22:30 - 22:35  |                        |                                         |
| 北陸放送   | 月 - 金 22:20 - 22:30  |                        | 月 - 金 21:50 - 22:00  |                        |                                         |
| 福井放送   |                        |                        |                        |                        |                                         |
| 山陽放送   |                        |                        |                        |                        |                                         |
| 山口放送   |                        |                        |                        |                        |                                         |
| 西日本放送 | 月 - 金 24:25 - 24:30  | →                      | →                      | →                      |                                         |
| 高知放送   | 月 - 金 22:40 - 22:45  |                        |                        |                        |                                         |